# Stade Aline-Sitoé-Diatta
Le stade Aline-Sitoé-Diatta est un stade situé sur la route nationale sénégalaise 6, après le cimetière des Chrétiens de la ville de Ziguinchor.
Propriété de la Ville de Ziguinchor, le stade est construit pour la CAN 1992.

## Histoire
Le stade a été entièrement rénové. Il est entièrement disponible à partir d'Octobre 2024.